# A2744-JD1
A2744-JD1, également nommée HFF1C-YJ1, HFF1C-YJ3 et HFF1C-2220-4053, est l'une des galaxies les plus lointaines jamais observées. Son décalage vers le rouge de 11,09 (similaire à GN-z11), la plaçait avant JWST à une distance de 13,4 milliards d'années-lumière, et une distance comobile de 34 milliards d'années lumière. Sa désignation de A2744-46.3 suggère qu'elle est une membre de l'amas de Pandore, mais elle est située à des milliards d'années lumière de l'amas, et est observée depuis la Terre par un effet de lentille gravitationnelle créé par l'amas, d'où la désignation.

## Contexte de découverte
L'initiative Hubble Frontier Fields est un programme d'observation de l'amas Abell 2744 (et d'autre) fait avec les données et images du télescope spatial Hubble, dans le domaine optique et proche infrarouge à une profondeur sans précédent. Des observations coordonnées avec le télescope spatial Spitzer ou d'autres télescopes au sol ont préparé le terrain pour faire progresser les compréhensions de l'univers primitif. Cet effort vise à atteindre de nouvelles frontières de profondeur dans les décalages vers le rouge élevés, afin que les scientifiques pensent dépasser la limite actuelle de Hubble pour les galaxies à très hauts décalages vers le rouge, afin de mieux caractériser les propriétés des premières galaxies et d'évaluer leur rôle dans la réionisation du milieu intergalactique. Le Hubble Frontier Fields atteindra cet objectif en tirant parti de la forte puissance de lentille gravitationnelle des amas de galaxies massifs, qui dévient, déforment et, surtout, amplifient les galaxies distantes. Grâce à ce grossissement, les objets d'arrière-plan, qui ne seraient normalement pas détectables, sont agrandis, autant en luminosité qu'en surface.
C'est dans le cadre du Hubble Frontier Fields que JD1 sera découverte. La première mention de son nom sera dans un article scientifique, publié le 4 septembre 2014 dans la revue scientifique The Astrophysical Journal, annonçant la découverte de 3 objets (les trois objets étant des images gravitationnelles de JD1), étant gravitationnellement déformés et dont le décalage vers le rouge photométrique est sensiblement au dessus de 10 (correspondant à des distances supérieures à ∼ 13,184 milliards d'a.l. (∼ 4,04 Gpc).).

## Distance, images et propriétés
Son importante distance, estimée avant l'avènement du télescope spatial James Webb,  de 13,4 milliards d'années-lumière la placait dans une phase de l'univers où les galaxies venaient à peine de se former, juste après la formation des étoiles de populations III. Cette phase, nommée l'univers primordial, se place après un décalage vers le rouge de 6,5, soit une temporalité se situant avant la phase de réionisation.
Lors de l'analyse des premières données du télescope spatial Hubble, la distance de JD1 est restée une source de conflit entre les différentes valeurs de décalage vers le rouge photométrique obtenues avec plusieurs bandes photométriques. Les images dans plusieurs longueurs d'onde ont d'abord suggéré un décalage vers le rouge de 11.09, ce qui correspond à la distance la plus probable pour JD1. Une autre analyse a, quant à elle, trouvé un décalage vers rouge de 2.5 (correspondant à une distance de 10,70 milliards d'années-lumière). Deux autres analyses ont trouvé un décalage vers le rouge photométrique de 9.6 et 9.8 (correspondant à une distance de 13,14 à 13,16 milliards d'années-lumière).
L'analyse des images a d'ailleurs permis de déterminer que sa masse est de ∼4 × 107 M☉. Les images infrarouge de Hubble ont permis de montrer que la galaxie est en phase de faible formation d'étoiles (0,3 M☉/an1), ce qui est, globalement, contraire aux modèles de formation et évolution des galaxies. Une raison de cette faible formation d'étoiles (pour sa position dans la chronologie de l'univers), et qu'elle soit très âgée et qu'elle ait déjà passé sa phase de formation d'étoiles. Si cette hypothèse est la bonne, son âge est d'environ 220 millions d'années (elle s'est donc formée à un décalage vers le rouge de 15) et elle n'est quasiment plus composée de poussière, puisque celle-ci a été transformée en étoiles. Son très jeune âge indique aussi qu'elle est composée d'étoiles très jeunes, possiblement des étoiles de type B et O, de grandes masses et qui évolueront bientôt en supernova (de type II), voire, pour les plus massives, en étoiles de Wolf-Rayet.

## Observation par le télescope spatial James Webb
A2744-JD1, également dénommée JD1, a été observée par le télescope spatial James Webb. Ses trois images gravitationnelles A, B et C ont fait l'objet d'une observation avec l'instrument Near-InfraRed Camera (NIRCam), alors que seul l'élément B a fait l'objet d'une spectroscopie avec l'instrument Near-InfraRed Spectrograph (NIRSpec) de JWST, le 23 octobre 2022.
Les paramètres cosmologiques retenus par l'étude ayant rendu compte des observations et publiée en mai 2023 sont H0 = 70 Km s−1 Mpc−1, Ωm = 0,3, et ΩΛ = 0,7.
Outre l'identification de la discontinuité Lyman-α, les raies d'hydrogène de la série de Balmer, Hγ and H𝛽, ont été détectées respectivement aux longueurs d'ondes de 46.856,0 Å  et 52.482,1 Å avec des rapports signal sur bruit (signal-to-noise ratio) maximum respectifs de 4,9 σ (sigma) et 4,2 σ, permettant de déterminer un décalage vers le rouge spectroscopique très précis, de zspec = 9,793 ± 0,02. Les raies d'émission de l'azote et du carbone des triplets NIII λλλ4634,4640,4641 Å et CIII λλλ4647,4650,4651 Å, ont également été identifiées.
Le décalage spectral z constaté, signifie que la galaxie JD1 est observée 480 millions d'années après le Big Bang.
La galaxie présente une morphologie compacte (environ 150 pc) et complexe. Elle possède une faible masse stellaire (107,19 M⊙) et une assez faible métallicité (log Z⋆ / Z⊙ = - 0,23), ainsi qu'une très faible luminosité (∼ 0,05L⋆), typique des galaxies responsables du processus de réionisation de l'univers  .

## Lire aussi